# Кафедральний собор Святої Великомучениці Катерини (Чернігів)
Катерининська церква (козацький кафедральний собор Святої Великомучениці Катерини ПЦУ) — церква Православної церкви України в місті Чернігів, пам'ятка архітектури національного значення. Яскравий зразок кам'яної української архітектури Лівобережжя XVII–XVIII століть. Зведена на кошти козаків, братів Лизогубів (Якова та Семена), за заповітом їхнього батька Чернігівського полковника Юхима Лизогуба. Церква побудована в пам'ять про героїзм діда, Чернігівського полковника й наказного Гетьмана Якова та козаків Чернігівського полку, виявлений ними під час штурму турецької фортеці Азов в 1696 році, є одним із символів Чернігова.

## Місцерозташування
Церква знаходиться в історичному центрі міста, на високому мису відокремленому яром від Валу, Чернігівського дитинця, і є однією з архітектурних домінант Чернігова. Сучасна адреса — Преображенська, 1-а.

## Архітектура
Катерининська церква — побудована у формах бароко, з цегли, тинькована й побілена.
Конструкція хрестоподібна у плані, дев'ятичасна з розвиненими камерами у внутрішніх кутах (висота їх становить 2 / 3 висоти стін основних об'ємів церкви). Кожна з гілок — п'ятигранна, завершується банями на восьмигранних барабанах.
По композиції споруда повторює традиційну дерев'яну українську церкву, де в єдине пластичне ціле об'єднані п'ять восьмериків, кожен з яких завершується куполом. Центральна глава підноситься над бічними, а вони в свою чергу — над рукавами архітектурного хреста.
Вертикальність композиції церкви досягається відсутністю горизонтальних членувань стін, кути граней підкреслені пілястрами, більшість віконних отворів мають витягнуті по вертикалі форми, підкреслені наличниками, характерні вікна у вигляді хрестів.
Особливість Катерининської церкви — її всефасадність. Існують три вхідних портали: північний, східний та південний. У зовнішньому вигляді храму велику роль грає обрамлення барокових входів і віконних прорізів (трикутні фронтони, наличники, дрібнопрофільовані карнизи), для якого використано лекальну цеглу (ліпного орнаменту немає).
Внутрішній інтер'єр церкви розкриває вертикальність композиції і п'ятиглавість споруди за допомогою перекриттів із заломами, великих арок, відсутності хорів і горизонтальних структур.

## Історія

### 1715—2006
Церква побудована на залишках храму середніх розмірів часів Київської Русі на території укріпленого місця Чернігова, відомого під назвою Третяк. Храм був освячений Архієпископом Стаховським в 1715 на честь святої Катерини За рахунок вигідного розташування, деякий час виконував функцію укріпленого фортифікаційного вузла поблизу головної фортеці дитинця.
У 1837 церква постраждала від пожежі, після чого знову відбудовувалася. У цей же час до західного фасаду було прибудовано нартекс. У тому ж XIX столітті початковий триярусний іконостас з огляду на поганий стан було розібрано і замінено на еклектичний одноярусний. При його спорудженні були використані царські ворота від старого іконостасу. До наших днів цей іконостас також не зберігся. Козацька Катерининська церква з часів своєї появи і донині була візитівкою міста Чернігова. Ось як захоплено писали про неї, на початку ХХ сторіччя Вадим Модзалевський, та Петро Савицький у роботі «Нариси мистецтва старої України. Чернігів»:
|  | Церква вражає могутністю білої гладіні своїх масивних та високих стін, узгоджених прагненням вгору всіх своїх частин. Сонячного дня вона чарує стрункістю, міцною мужністю своїх форм. (...) А в осінній вечір вона прямо приголомшує грандіозністю свого силуету — свище вітер, низько сунуть шматки розірваних хмар і темно над урвищем, що починається біля самісінького підніжжя церковних стін; і здається таємничим слабке, блимаюче світло у вузькому і довгому старовинному вікні. Мабуть, це найромантичніша із церков Чернігова — справжнє і цілісне творіння романтичної козацької України. |

У 1908 була побудована церковна дзвіниця з цегли.
У 1933 в церкві відбулось останнє богослужіння, після чого вона була закрита.
Під час Другої світової війни храм знову постраждав від пожежі, згоріла покрівля і верхня частина куполів.
У 1947—1955 рр. були проведені роботи з консервації конструкцій і відновлення зовнішнього вигляду пам'ятки. У цей же період (1951) були розібрані раніше побудовані нартекс та дзвіниця.
У 1962 році Катерининський храм входить до складу Національного архітектурно-історичного заповідника «Чернігів стародавній».
У 1975—1980 знову була проведена реставрація за проектом І. Л. Шмульсона. У цей час були проведені внутрішні роботи, й позолочено куполи.
У 1979 році всередині церкви розмістилася експозиція Музею народного декоративного мистецтва Чернігівщини. Музей діяв до липня 2006.
Навесні 1990 ініціативна група козаків, мешканців Чернігова, відновили діяльність громади, яка була заборонена радянською владою в 1933 році. В 1992 році козацька православна громада Катерининської церкви була офіційно зареєстрована державою, а в 1994 році визнана «правонаступницею відповідних прав і обов'язків» попередньої громади (ст.1 Статуту громади).
2 квітня 1995 козацька православна громада була прийнята під омофор Святішого Патріарха Київського і Всієї Руси-України Володимира (Романюка) (ст.1 Статуту громади).
У 2004—2005 були проведені останні в наш час реставраційні роботи в храмі.
Згідно з розпорядженням Голови Чернігівської обласної державної адміністрації М.Лаврика від 05 квітня 2006 року, культова будівля була передана козацькій православній громаді Катерининської церкви УПЦ КП.

### Протистояння 2006—2014
Окрім Київського патріархату, на козацьку Катерининську церкву претендувала Українська православна церква Московського патріархату. Оскільки в 2006 приміщення було передане саме громаді Київського патріархату, представники УПЦ МП того ж року поставили «похідний храм», що являв собою великий брезентовий намет, під північною стіною храму, з боку центральної Красної площі міста.
Протестувальники начепили на двері храму свої замки, закрутили їх дротом і нікого не впускали: ні церковну громаду, якій передали в користування храм, ні міліцію, ні законних господарів приміщення, державну структуру — Національний заповідник.
Пікет-намет став центром тяжіння для радикалів від церкви і політики, аж до приїжджих відвертих україножерів і юродивих, які всі ці роки товклися довкола Катерининської церкви.
Заблокована церква, маючи як музей опалення, не опалювалася дві зими. За цей час вийшла з ладу система опалення, пошкоджень зазнали і сам храм, і експонати музею.
«Похідний храм» двічі згорав ущент. Вперше — в ніч на 1 квітня 2008 року. Вдруге — в ніч з 31 грудня 2010 на 1 січня 2011 року. Ніхто з людей не постраждав.
22 травня 2008, в день Святого Миколая, рішенням Вищого апеляційного суду України підтверджена законність передачі Катерининської церкви віруючим Українській Православній Церкві Київського Патріархату.
19 липня 2008 козацька православна громада на чолі з головою парафіяльної ради та єпископом Чернігівським і Ніжинським Іларіоном зайшла в храм і через 75 років після заборони, відновила богослужіння.
З того часу храм став козацьким кафедральним собором Чернігівської єпархії.
7 грудня 2011 року у козацькому Свято-Катерининському кафедральному соборі м. Чернігова відбулося урочисте прославлення в лику святих преподобного Меркурія, ігумена Бригинського. Чин прославлення очолив Святійший Патріарх Київський і всієї Руси-України Філарет. З цього часу однією з головних святинь храму стала рака з мощами преподобного.
Намет УПЦ МП був розібраний під час революції Гідності, 21 лютого 2014 року віруючими УПЦ МП під тиском Чернігівської громади.

### З 2014
|                                                      |  |  |
| Пам'ятна монета НБУ присвячена Катерининській церкві |  |  |

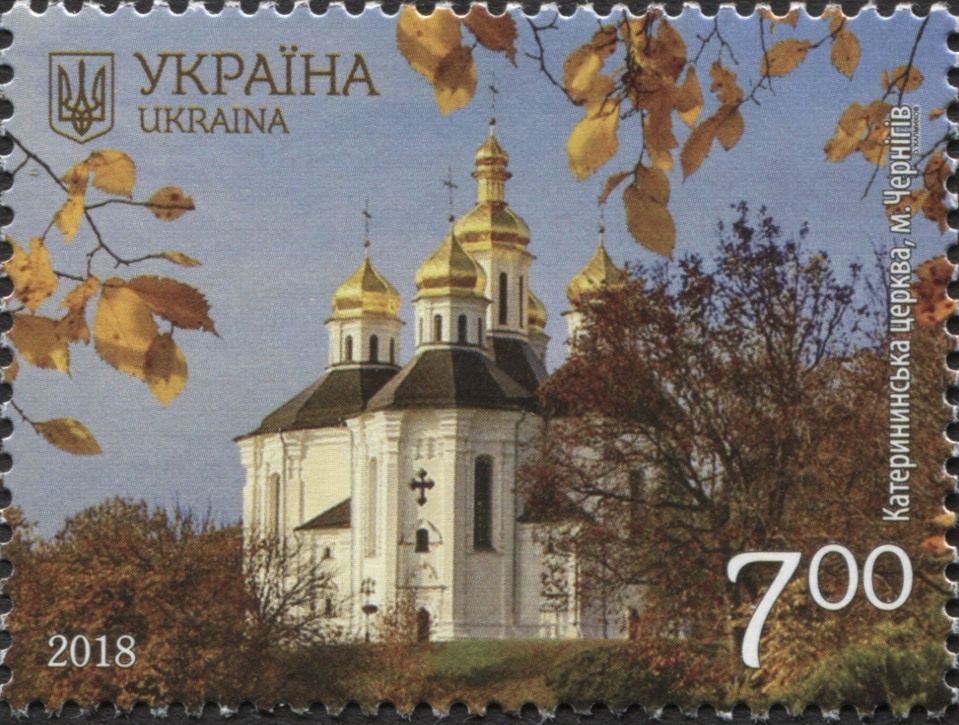
Катерининська церква на поштовій марці України, 2018

Парафіяни храму активно підтримали Євромайдан 2013 року, Революцію Гідності 2014 року та волонтерський рух з допомоги відродження української армії. До Синодику козацького кафедрального собору Святої Катерини занесено понад сто жертводавців, які надавали допомогу як власною участю так і матеріально та фінансово. За безпосередньої участі козацького священика, протоієрея Евгена (Орда) і Голови парафіяльної ради, допомога передавалась на Київський майдан та в зону бойових дій (АТО).
Окремою сторінкою в житті козацької парафії стала участь українських воїнів і добровольців у боротьбі з російськими агресорами. 26 червня 2014 року в зоні АТО під Луганськом загинув парафіянин храму Микола Бруй, прощання з яким і відспівування героя відбувалось у козацькому кафедральному соборі. За рішенням парафіяльної ради ім'я героя Миколи навічно занесено до Синодику. Указом Президента України від 15 травня 2015 року «за особисту мужність і високий професіоналізм, виявлені у захисті державного суверенітету та територіальної цілісності України, вірність військовій присязі» Микола нагороджений орденом «За мужність» ІІІ ступеня.
За українськими традиціями та старовинним козацьким звичаєм до Синодику козацького кафедрального собору занесено імена 134 героїв-земляків, які загинули за волю України, в тому числі 24 чернігівці.
Катерининська церква постраждала в ході бойових дій під час російського вторгнення в Україну. Внаслідок влучання уламків ворожого снаряду в храмі було вибито вікна та пошкоджено стіни.

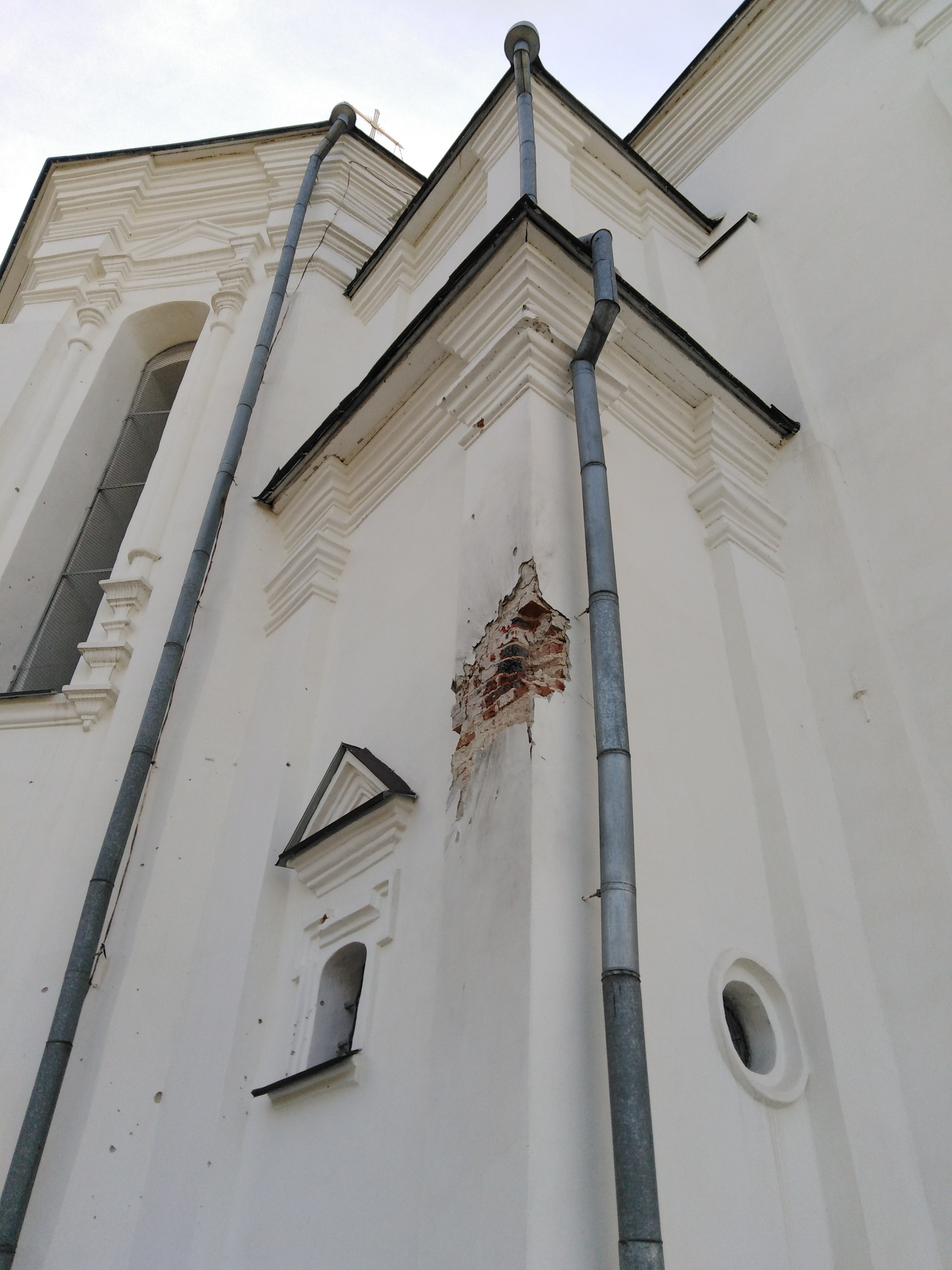
Наслідки артилерійського обстрілу Катерининської церкви російськими окупаційними військами під час облоги Чернігова, 2022 рік.

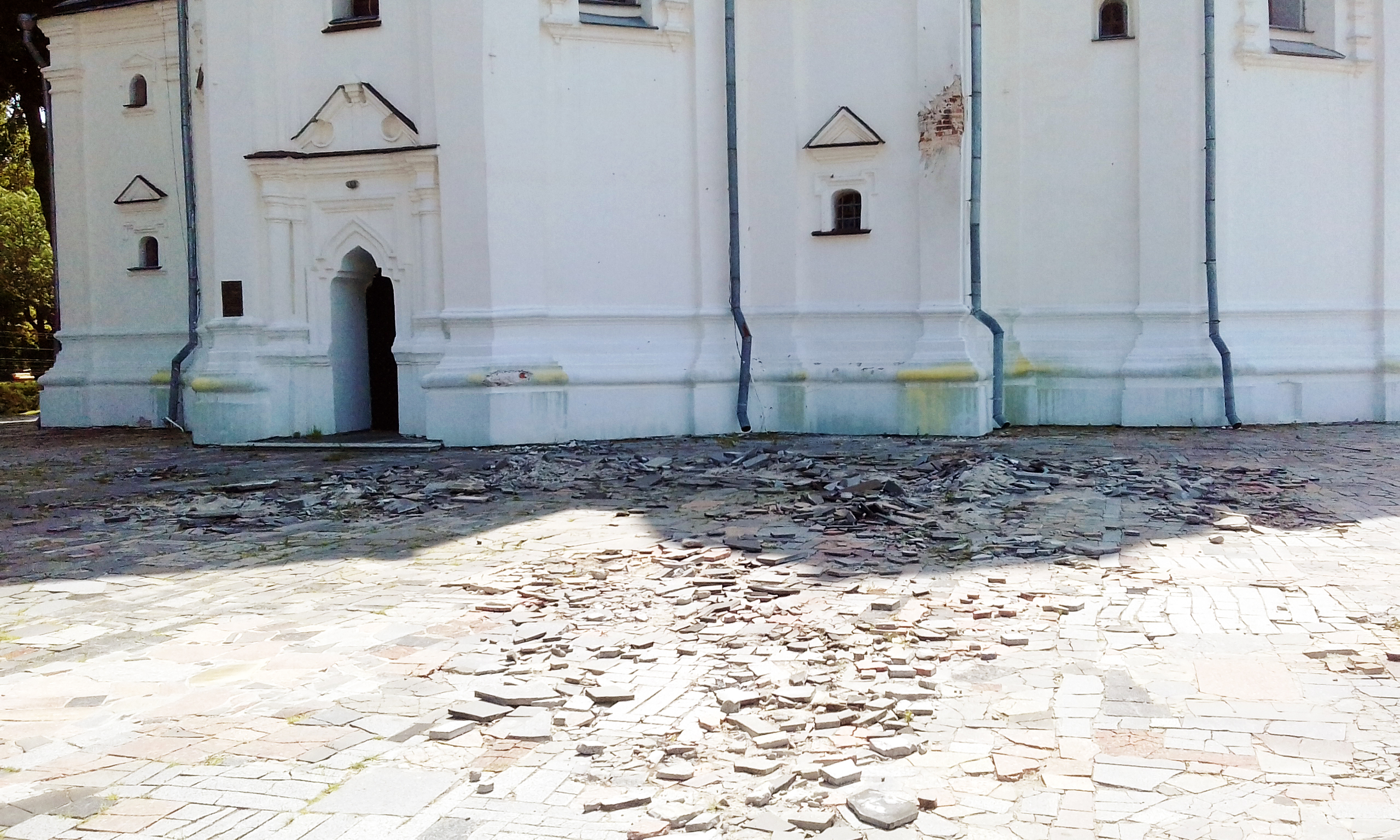
Наслідки обстрілів церкви російськими окупаційними військами. Чернігів. 19 червня 2022 року

## Іконостас
7 грудня 2016 був освячений новий різьблений з дерева іконостас. Освятив його Патріарх Української автокефальної православної церкви Київського патріархату Філарет.
Іконостас виготовляли протягом року в Рівному 50 місцевих різьбярів по дереву. Керував роботами по його створенню художник Віталій Бугринець, який за своє життя створив вже близько 270 іконостасів, а в Чернігові — другий. Він виготовлений в стилі бароко, має три яруси і оздоблений колонами оповитими виноградною лозою. За зразок майстри використали бароковий іконостас XVIII століття з собору Різдва Богородиці в Козельці.
Іконостас має 12 метрів в ширину і 12 метрів в висоту, його увінчує 2-метровий центральний хрест. В іконостасі вміщено 40 ікон, які писали майстри в Луцьку. Серед них ікони Покрови Пресвятої Богородиці, святої велликомучениці Катерини, останнього кошового Запорозької Січі, святого Петра Калнишевського, святих чернігівського князя Михаїла та його боярина Федора та ряд інших. Зокрема на ньому будуть вирізьблені герби відомих козацьких родів Чернігівщини. За переказами, такі герби прикрашали й первинний іконостас храму XVIII століття.
Ініціатор відновлення і відтворення іконостасу — Сергій Березенко, народний депутат України. Фінансову допомогу надав підприємець, меценат і громадський діяч Андрій Мацола.
Це п'ятий іконостас за часів існування церкви. Два з них існувало ще до 1917. Перший прибрали ще в XIX столітті і не збереглося жодних його описів чи зображень. Як припускають, він містив старовинні козацькі українські герби, через що і був замінений. Другий був знищений після приходу до влади більшовиків. Третій у пострадянські часи після відкриття церкви збили зі звичайних дощок і його прикрашали намальовані на звичайному пепері ікони. За митрополита Іларіона було створено новий іконостас, який стояв у храмі до 2016 року.